# Sinkanszen E6
A Sinkanszen E6-os sorozat egy tervezett japán nagysebességű villamos motorvonat. A tervek szerint a vonatok 2013 márciusától állnak forgalomba a East Japan Railway Company (JR East) Tóhoku Sinkanszen és az Akita Sinkanszen vonalán, ahol a régi Sinkanszen E3-as sorozatot váltják le. A szerelvények együtt tudnak majd működni az újonnan beszerzett Sinkanszen E5-ös sorozattal. Maximális sebességük a Tóhoku Sinkanszen vonalon 320 km/h, az Akita Sinkanszen vonalon 130 km/h. A belső elrendezése a mini-sinkanszeneken már megszokott 2+2 ülőhelyes elrendezés lesz, így összesen 338 férőhely lesz.
A prototípust a Sendai üzemcsarnokban mutatták be a közönségnek 2010. július 9-én. Aktív felfüggesztési rendszere van, mely ívben bedől, és ezzel az utasok komfort érzetét javítja, hasonlóan a kerekes székeseknek kialakított WC-vel.

## Képgaléria

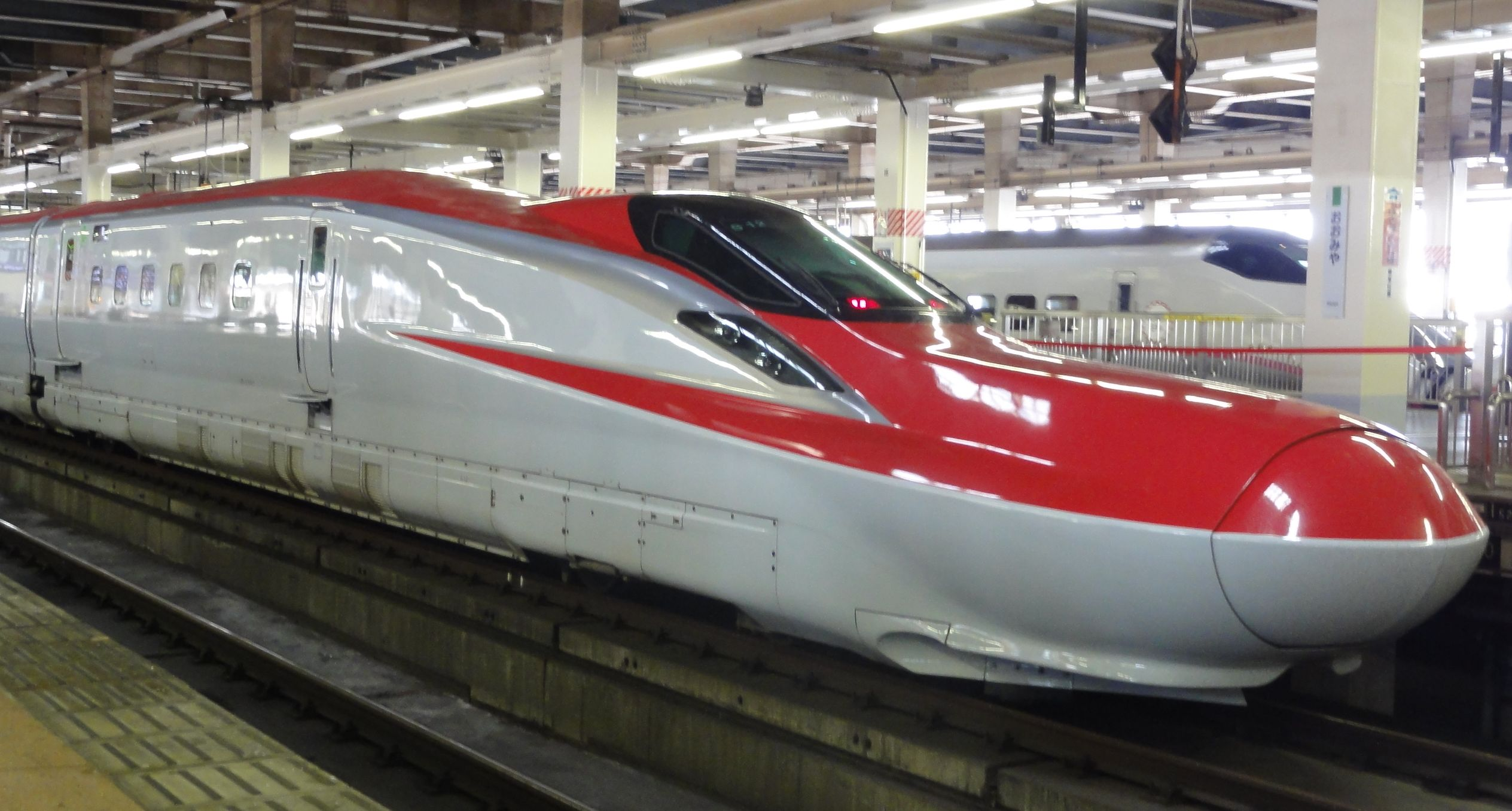
E611-1 (car No. 11)
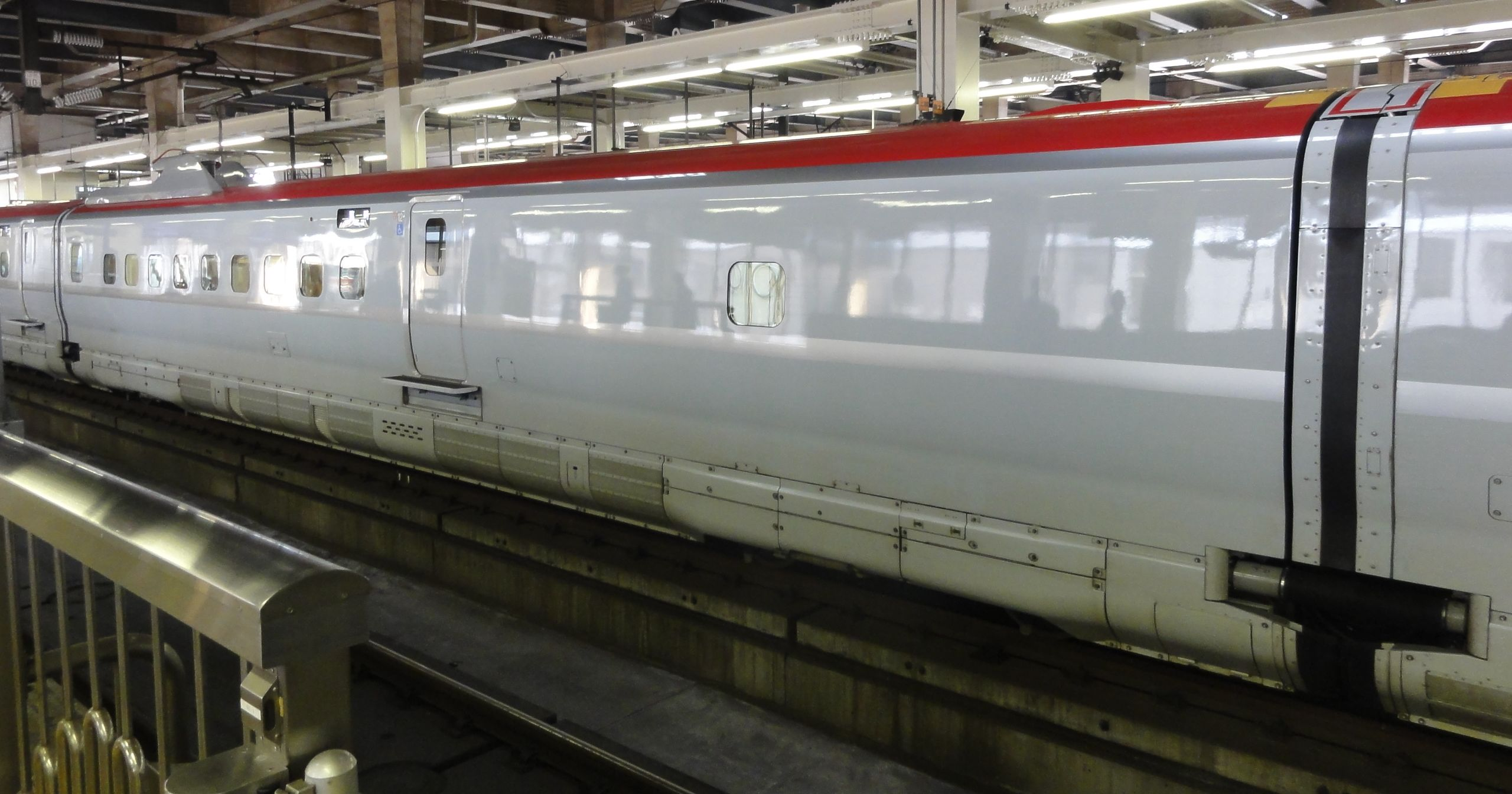
E628-1 (car No. 12)
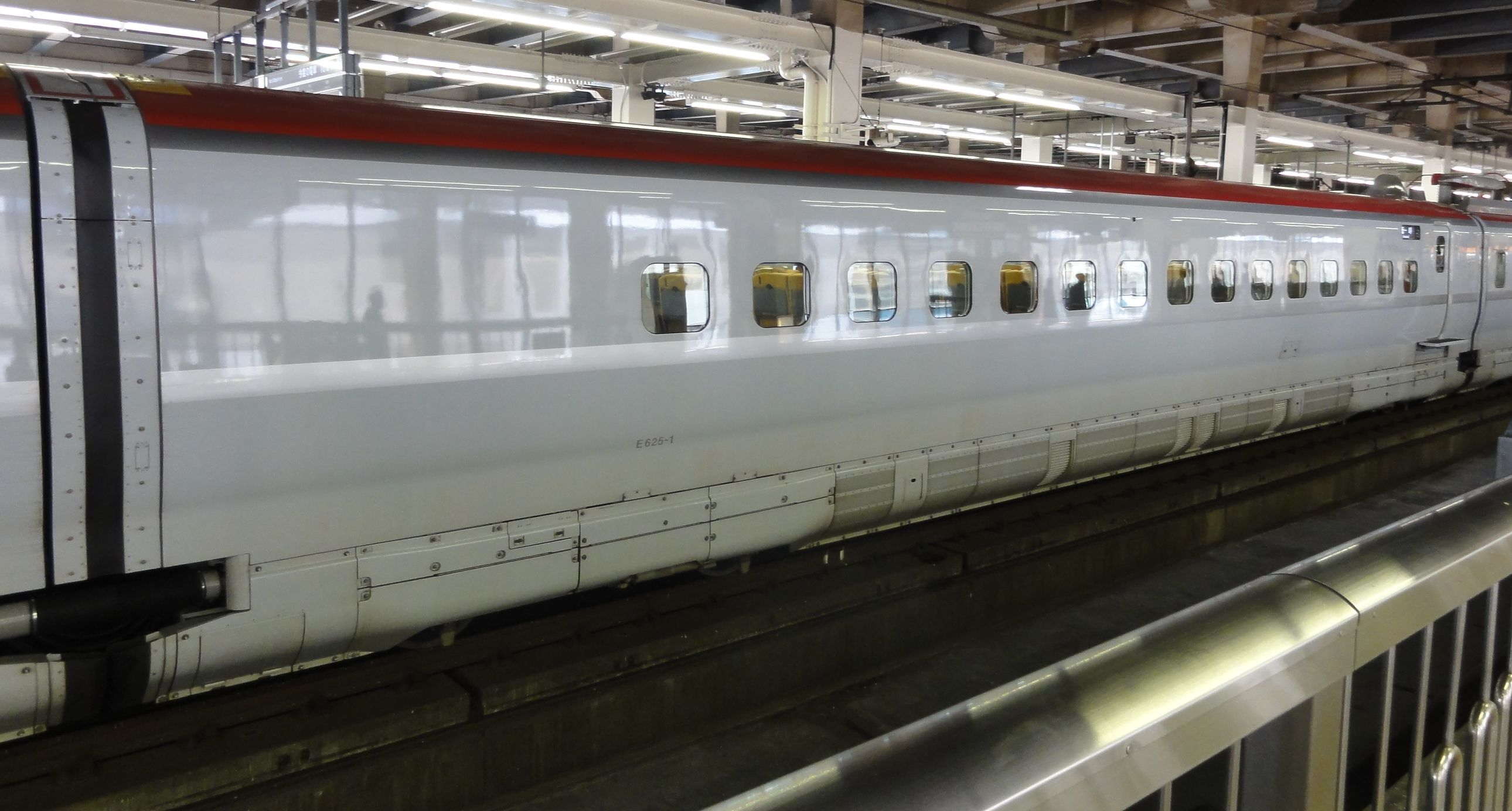
E625-1 (car No. 13)
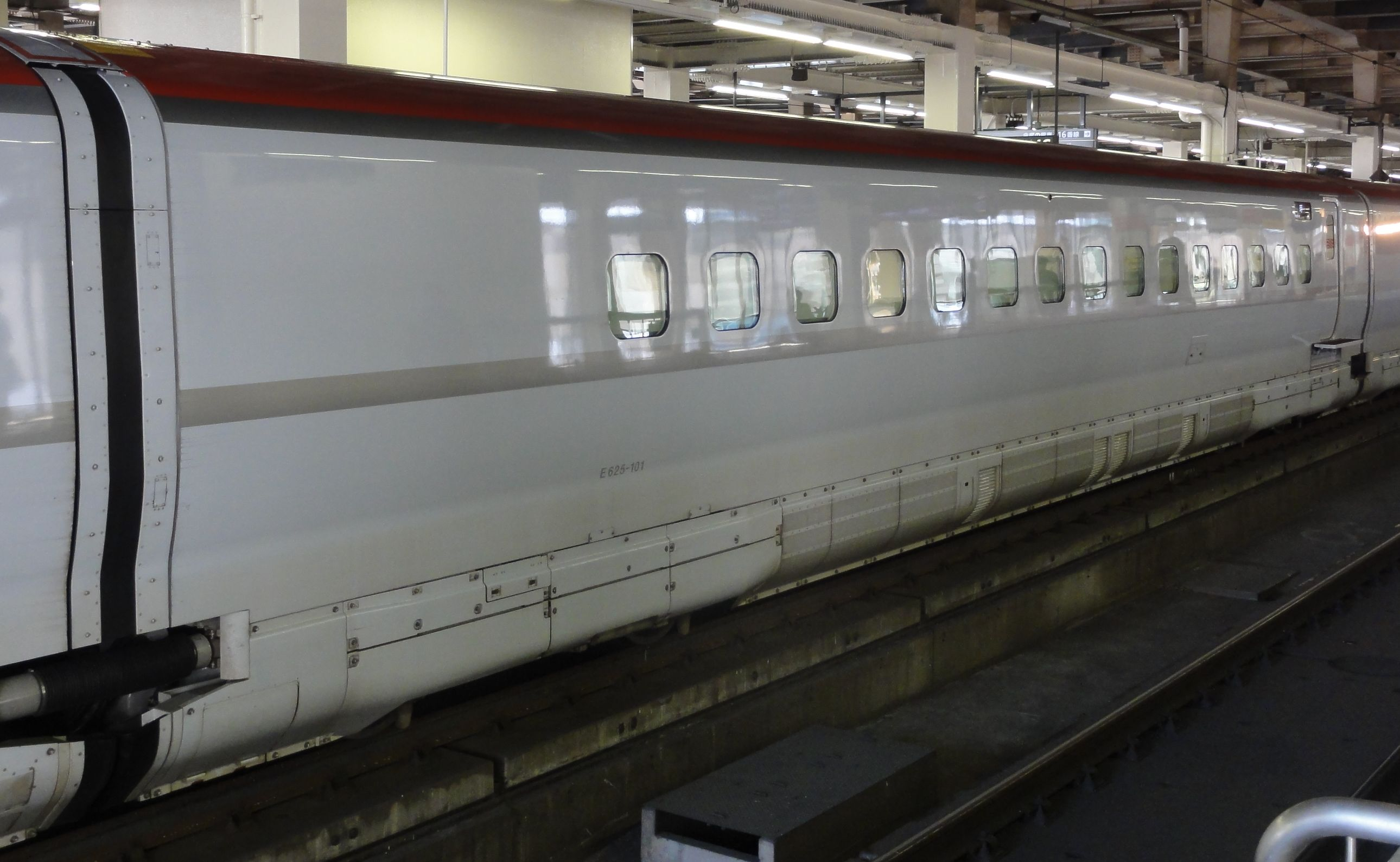
E625-101 (car No. 14)
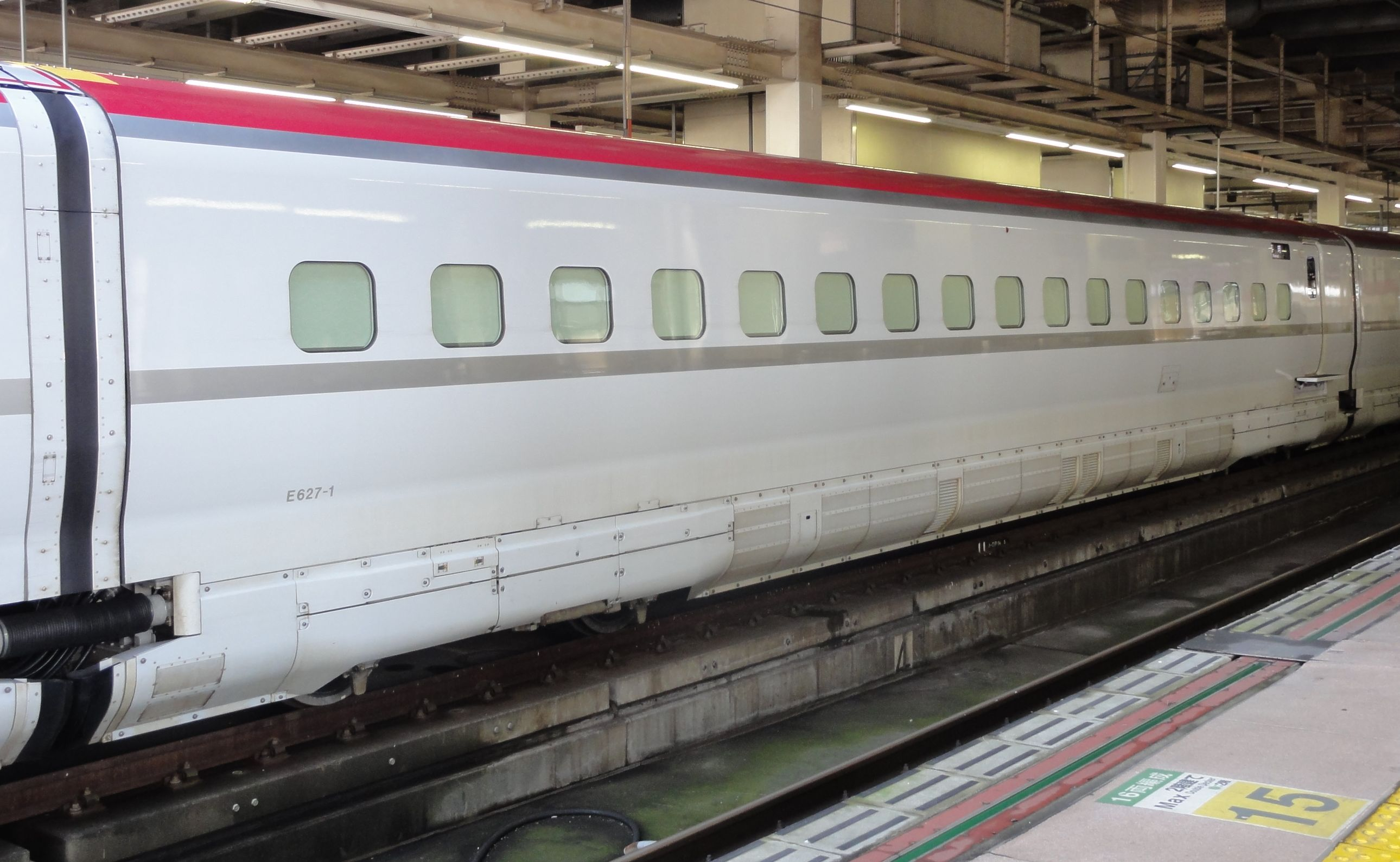
E627-1 (car No. 15)
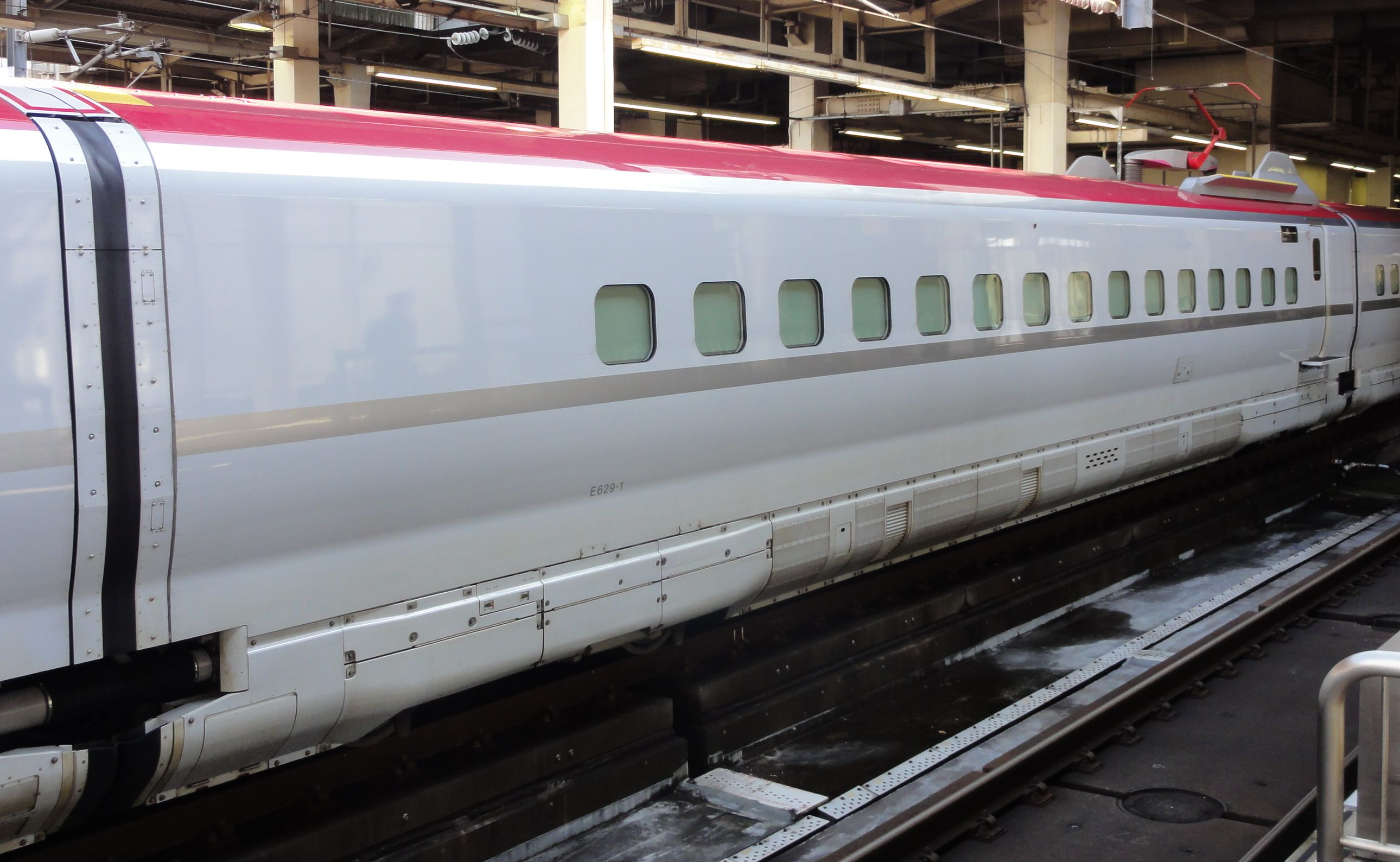
E629-1 (car No. 16)
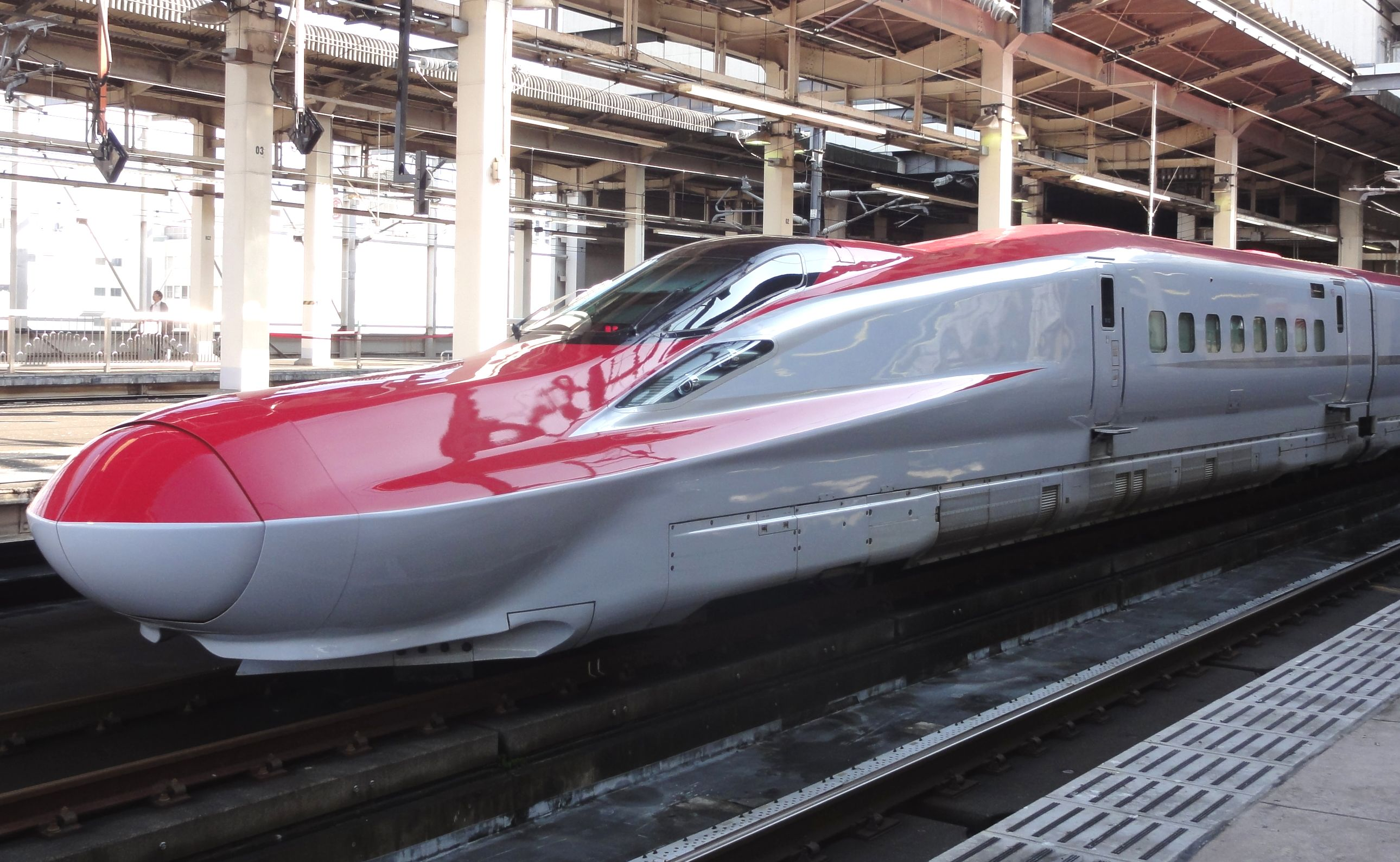
E621-1 (car No. 17)